# جولي كورنويير
جولي كورنويير (من مواليد 1970 أو 1971) هي راكبة دراجة هوائية كندية سابقة تعاني من إعاقة بصرية وتنافست في الألعاب البارالمبية وبطولة العالم لركوب الدراجات IPC. فازت بميداليتين ذهبيتين في الألعاب البارالمبية الصيفية 1996 في أتلانتا، الولايات المتحدة وفازت بميدالية فضية وبرونزية في كل من الأحداث الرياضية المتعددة السابقة وفي الألعاب البارالمبية الصيفية 2000 في سيدني، أستراليا، فازت كورنويير بميدالية فضية وبرونزية واحدة. كل منهما في بطولة العالم لركوب الدراجات IPC لعام 1998 في كولورادو سبرينغز، الولايات المتحدة. كان لديها جيلين لاروش وألكسندر كلوتير وكريستوف تشيسو كمرشدين طوال حياتها المهنية.

## النشأة والتعليم
وُلدت كورنويير في الفترة من 1970 إلى 1971 تقريبًا، ويأتي من شيربروك في كيبك. وهي عمياء، وقد تدهور بصرها عندما كانت طفلة، ويقدر بصرها بنسبة تتراوح بين واحد واثنين بالمئة ولا ترى منها سوى الظلال. التحقت كورنويير بجامعة شيربروك ودرس للحصول على درجة الماجستير في العمل الاجتماعي. قامت بالتزلج منذ سن الثامنة عشرة بعد أن علمت أن جمعية مونتريال للمكفوفين نظمت أيام تزلج مع مرشدين.

## حياة مهنية
كانت قادرة على المنافسة في دورة الألعاب البارالمبية الصيفية لعام 1996 في أتلانتا، الولايات المتحدة بعد أن  عقد برنامج لجمع التبرعات يكفي لزيادة تمويل الرعاية. لم يتم حجز أي حصص للرياضيين المكفوفين، لكن كورنويير تأهلت للأحداث الترادفية التي دخلت حديثًا حيث استخدم رياضيان مصابان بالشلل الدماغي اثنين من أماكنهما الخمسة المخصصة لهما. تدربت هي ومرشدها غيلين لاروش على دراجة هجينة غير مخصصة للمنافسة اختيرت خلال دورة الألعاب الأولمبية الصيفية 1976 في مونتريال وأعارت دراجة للألعاب البارالمبية من رئيس اتحاد المحاربين القدامى للدراجات. مع مرشدها وراكبة الدراجات الوطنية الكندية السابقة لاروش، فازت كورنويير بالميدالية البرونزية في حدث مفتوح ترادفي مفتوح لمسافة كيلومتر واحد (0.62 ميل) للسيدات باحتلالها المركز الثالث في 17 أغسطس.
في اليوم التالي، حصلت هي ولاروش على المركز الثاني ليحصلا على الميدالية الفضية في سباق المطاردة الفردي الترادفي لمسافة 3000 متر (9800 قدم) للسيدات للمعاقين بصريًا. بعد يومين من ذلك، احتلت كورنويير ولاروش المركز الأول في سباق الطريق الترادفي المفتوح للسيدات لمسافة 56 كم (35 ميل) بعد إكمال 7⁄2 لفة للحصول على الميدالية الذهبية. كانت سباقها الأخير في دورة الألعاب البارالمبية في أتلانتا هو السباق المختلط الذي يبلغ طوله 65 كيلومترًا (40 ميلًا) على الطريق المفتوح مع المرشد الذكر ألكسندر كلوتير في 22 أغسطس. وجاء الاثنان في المركز الأول ليحصلا على الميدالية الذهبية.
بعد الألعاب البارالمبية، حضرت حفلًا للاحتفال بإنجازات رياضيي كيبيك المتنافسين في أتلانتا وحصلت على لوحة هدية من لوسيان بوشارد، رئيس وزراء كيبيك. تلقت كورنويير مزيدًا من التقدير لإنجازاتها خلال حفل استقبال أقيم في قاعة مدينة شيربروك في 16 سبتمبر. فازت هي ولاروش بالميدالية الفضية وحصلتا على المركز الأعلى في سباق الدراجات الترادفية الذي يبلغ طوله 21 كم (13 ميل) والذي أقيم كجزء من ديفي سبورتيف في مونتريال في أوائل مايو 1997. فاز الثنائي بعد ذلك بجائزة كريتيريوم دي كاتالونيا وحصلا على المركز الثاني في مسابقة دولية في مونتجويك بإسبانيا. في ديفي سبورتيف عام 1998، قامت هي وكلوتير بسباق السرعة في الدقيقة الأخيرة للحصول على الميدالية الفضية لحدث الطريق المختلط للدراجات الهوائية الذي يبلغ طوله 21 كم (13 ميل).
احتلت كورنويير وكلوتير المركز الأول بين الكنديين والمرتبة التاسعة بشكل عام في حدث دولي مختلط أقيم في بلجيكا في نهاية مايو 1998. حصلت على التأهل لبطولة العالم لركوب الدراجات IPC لعام 1998 في كولورادو سبرينغز، الولايات المتحدة من خلال حصولها على المركز الثاني في تجربة الوقت وأحداث سباق الطريق لمسافة 53 كم (33 ميل) في بيلفي، أونتاريو. تعاونت كورنويير مع كلوتير للفوز بالميدالية الفضية في سباق 14 كم (8.7 ميل) والبرونزية في سباق 35 كم (22 ميل). في يوليو 1999، أنهت هي وكلوتير المركز الثاني على بعد ثلاث ثوانٍ من بطولة الدراجات الترادفية الكندية في فانكوفر والتي كانت تتألف من تجربة زمنية وحدث طريق. في العام التالي، احتلت كورنويير المركز الثاني في كل من سباقات رياضة هانديسبورت BT1 وتانديم في بطولة سباق الطرق الوطنية الكندية في بيتيربوروغ ، أونتاريو.
اختيرت لاحقًا مع المرشد باسكال شوكيت عندما كانت كلوتير تتنافس في الولايات المتحدة وفازت بالميدالية البرونزية في الحدث التجريبي لبطولة كيبيك للدراجات. تنافست كورنويير في أربعة أحداث في دورة الألعاب البارالمبية الصيفية لعام 2000 في سيدني، أستراليا. فازت هي وكلوتير بأول ميدالية لكندا في دورة الألعاب البارالمبية لعام 2000 عندما حصلت على الميدالية الفضية باحتلالها المركز الثاني في سباق المطاردة الفردي المختلط المفتوح. ذهب الثنائي إلى المركز السادس في المسار المختلط الذي يبلغ طوله كيلومترًا واحدًا (0.62 ميل) بالترادف المفتوح والسابع في المسار المختلط للعدو الترادفي المفتوح. جاءت كورنويير وكلوتيتر في المركز الثالث على الميدالية البرونزية في سباق الطريق المفتوح المختلط وكانت هذه هي الميدالية السادسة والأخيرة في الألعاب البارالمبية التي حصلت عليها في مسيرتها المهنية.
في عام 2001، أخبرت كل في الخارج لم تعد هناك حاجة لخدماته واستبدله بالمرشد السويسري كريستوف تشيسو. غامر الثنائي بالذهاب إلى سويسرا للمنافسة في بطولة الدراجات الأوروبية وفازوا بالميدالية البرونزية في الحدث الترادفي المفتوح لمسافة كيلومتر واحد (0.62 ميل). في العام التالي، فازت كورنويير بسباق الكيلو الترادفي المختلط والترادف المختلط في بطولة سباق الطرق الوطنية الكندية في برومون، كيبيك. بعد حصولها على المركز الرابع في سباق الوقت المختلط الذي يبلغ طوله كيلومتر واحد (0.62 ميل) والسادس في حدث المطاردة لمسافة 3 كيلومتر (1.9 ميل) في بطولة العالم للدراجات الهوائية لذوي الاحتياجات الخاصة لعام 2002 في ألمانيا، أنهت مسيرتها المهنية في أغسطس 2002 إخبار تشيسو بقرارها.

## الحياة الشخصية
وهي متزوجة من سيلفان لامبرت وأنجبت طفلا في عام 2005. حصلت كورنويير على تقدير لإنجازاتها الرياضية من جمعية الرياضيين في كيبيك في عام 2014.